# Phaeolita extremalis
Phaeolita extremalis là một loài bướm đêm trong họ Noctuidae.